# Barsana (India)
Barsana is een nagar panchayat (plaats) in het district Mathura van de Indiase staat Uttar Pradesh.

## Demografie
Volgens de Indiase volkstelling van 2001 wonen er 9.215 mensen in Barsana, waarvan 53% mannelijk en 47% vrouwelijk is. De plaats heeft een alfabetiseringsgraad van 53%.